# توكه
توكه (بالنرويجية: Tokke)‏ هي بلدية في مقاطعة تلمارك، النرويج. تعد جزءاً من منطقة غرب تلمارك التقليدية. المركز الإداري للبلدية هي قرية دالن. أنشئت بلدية توكه في 1 يناير 1964 عند دمج بلديتي لوردال ومو السابقتين.

## أعلام
- أندرياس باكر